# Тьма над бездною
«Тьма над бездною» (англ. Form and Void, дословный перевод — «Форма и пустота») — восьмой и финальный эпизод первого сезона американского криминального драматического телесериала-антологии «Настоящий детектив». Премьера эпизода состоялась 9 марта 2014 года на канале HBO. Режиссёром эпизода стал Кэри Фукунага, сценарий к нему написал Ник Пиццолатто.
В эпизоде бывшие детективы полиции штата Луизиана Раст Коул (Мэттью Макконахи) и Марти Харт (Вуди Харрельсон) завершают своё многолетнее расследование о пропаже и убийствах людей в штате и, наконец, находят убийцу.
По данным Nielsen Media Research, эпизод посмотрело 3,52 млн зрителей, он получил рейтинг 1,6 в возрастной группе от 18 до 49 лет. Эпизод получил всеобщее признание со стороны критиков, высоко оценивших актёрскую игру, режиссуру, сценарий, операторскую работу, атмосферу, музыку и концовку. За свою роль в этом эпизоде Мэттью Макконахи получил номинацию «За лучшую мужскую роль в драматическом телесериале» на 66-й церемонии «Эмми» в 2014 году.

## Сюжет

### 2012
Мужчина со шрамами на лице (Гленн Флешлер) наблюдает за привязанным к кровати человеком, которого он называет «папочкой» в сарае с надписями на стенах. Он выходит из сарая в расположенный рядом дом, где общается со своей любовницей Бетти (Энн Бауд). Позднее этот же мужчина красит стены школы и наблюдает за детьми.
На яхте Раст Коул (Мэттью Макконахи) заставляет шерифа Стива Джерейси (Майкл Харни) посмотреть видеокассету, на которой заснято изнасилование и убийство девочки Мари Фонтено. Джерейси, шокированный содержанием видеозаписи, признаётся, что Тед Чилдресс, который тогда был шерифом и его непосредственным начальником, приказал ему прекратить расследование о пропаже. Раст и Марти (Вуди Харрельсон) предупреждают Джерейси, что если с ними что-то случится, улики против него попадут в полицию и прессу. Также они сообщают шерифу, что наняли киллера, который убьёт Джерейси, если кого-то из них арестуют или убьют. Для убедительности в машину Джерейси несколько раз стреляют из снайперской винтовки. Снайпером является Роберт Думейн (Джонни Макфейл) — владелец бара, в котором работает Раст. После этого Раст и Марти уезжают.
Просматривая улики в офисе, Марти замечает на одной фотографии, что дом по соседству с домом Доры Лэнг был недавно покрашен зелёной краской. Детектив вспоминает о рассказах детей, что за ними гнался «макаронный монстр с зелёными ушами», после чего предполагает, что убийца мог покрасить этот дом. По дороге к дому с фотографии Раст рассказывает Марти, что его бывшая жена Мэгги (Мишель Монаган) заходила к нему бар и спрашивала о Марти. Детективы находят дом и выясняют, что его владельцем была Лилли Хилл, которая сейчас в доме престарелых. Раст и Коул навещают там женщину, которая вспоминает, что дом покрасили люди по найму, один из них был со шрамами на лице. Проверив записи о платежах её мужа, детективы выясняют, что дом был покрашен по договору с компанией «Ремонт Чилдресса и сыновей», которая работала на множестве территорий, где пропали женщины и дети. Раст и Марти не находят записей о сыновьях Билли Чилдресса, однако им удаётся установить адрес его дома.
Перед отъездом к дому Чилдресса Раст оставляет Думейну инструкции по рассылке пакетов с уликами властям и прессе, если он не вернётся. Марти встречается с детективом Папанией (Тори Киттлз) и спрашивает, можно ли на него рассчитывать, если им с Коулом потребуется помощь. Хотя Папания скептически относится к теориям Раста, он отвечает утвердительно. Марти с Растом приезжают к дому Билли Чилдресса. Раст сразу понимает, что это «то самое» место. Мобильная связь там не работает, и, чтобы вызвать полицию, Марти обращается за помощью к Бетти. Та говорит, что у них в доме якобы нет телефона. Марти вламывается в дом, а Раст в это время изучает прилегающую территорию. Он видит убитую собаку, а затем и Эррола Чилдресса — мужчину со шрамами на лице — который убегает в лес. Внутри дома Марти находит Бетти и заставляет её дать ему телефон. Затем он отправляется за Растом; в небольшой отдельной постройке он находит тело уже мёртвого отца Эррола Билли Чилдресса.
Преследуя Чилдресса-младшего, Раст попадает в лабиринт из туннелей и слышит голос Эррола, призывающий его войти. Не дожидаясь напарника, Раст входит в лабиринт, позднее туда же входит Марти, но не может найти Раста. В лабиринте находятся баррикады, плетёные конструкции из веток и детские вещи. Эррол называет это место «каркоза». В итоге Раст находит помещение с алтарём и скелетом. Он видит кружащийся вихрь (возможно, галлюцинацию). На него внезапно нападает Эррол и бьёт ножом в живот. Раст бьёт Эррола головой, затем в того стреляет подошедший Марти. Несмотря на ранения, Эррол швыряет кровельный молоток в Марти, который попадает тому в грудь. Эррол подходит к Марти, намереваясь его добить, но Раст успевает убить Эррола выстрелом в голову. Раненый Марти подползает к Расту и пытается закрыть его кровоточащую рану на животе. Тем временем к дому Чилдрессов пребывают детективы Папания и Гилбо (Майкл Поттс) с подкреплением. В доме они находят Бетти, прикованную наручниками к лестнице, и начинают поиски на прилегающей территории.
Спустя несколько дней Гилбо и Папания навещают Марти в больничной палате. Они сообщают ему, что Эррол и Бетти были детьми Билли Чилдресса, а оружие, найденное ими, совпадает с орудиями убийства в Лейк-Чарльз и убийства Доры Лэнг. Также Марти узнаёт, что Раст выжил, но находится в коме после операции. Марти посещает его бывшая жена с детьми, из-за чего он не может сдержать слёз. Тем временем в прессе сообщают, что в доме Чилдрессов нашли десятки тел убитых людей, но Таттлам удаётся избежать наказания в связи с недостатком доказательств.
Раст приходит в сознание в больничной палате и видит Марти. Он признаётся, что видел Эррола в 1995 году, но не смог понять, что это убийца. Также он сетует на то, что им не удалось привлечь к ответственности остальных членов культа, на что Марти заявляет, что поймать всех невозможно, но всё же они взяли Эррола. Позднее Марти, которого уже выписали из больницы, навещает Раста, который пока передвигается на инвалидной коляске. Они беседуют на парковке возле больницы. Раст признаётся, что во время своей комы он почувствовал себя счастливым и хотел воссоединиться с умершей дочерью и отцом. Он плачет из-за того, что выжил. Марти даёт Расту пачку сигарет и увозит его из больницы. В финальной сцене сезона напарники смотрят на звёздное ночное небо, рассуждая о «свете и тьме». Раст заявляет, что когда-то везде была только тьма, а теперь свет, кажется, «побеждает».

## Производство

### Сценарий
Ещё до выхода финального эпизода Ник Пиццолатто признался, что намеренно показал лицо «макаронного монстра» в предыдущем эпизоде, чтобы положить конец теориям о том, что убийцей мог быть Раст или Марти. В последнем эпизоде осталось «изучить убийцу», а также узнать, «добьются ли успеха Коул и Харт, что они обнаружат, и выживут ли они после этого».
Пиццолатто знал, как хочет завершить сезон, уже во время написания сценария к первому эпизоду. По его словам, в итоге Раст должен был «произнести, без сентиментальности или иллюзий, что-то действительно оптимистичное». Он пояснил, что хочет «органичного» развития персонажей истории и отметил: «Самым простым выходом было бы просто убить одного или обоих этих парней». Он также хотел показать, что его герои изменились, пройдя длинный путь и пережив чувство искупления: «Они ещё не исцелились, но впервые в их жизни можно представить, что они могут исцелиться в будущем. До этого такая возможность для Коула отсутствовала, а для Харта была маловероятной. Но теперь они действительно заслужили эту возможность».
В начале эпизода показан дом Эррола Чилдресса. Пиццолатто объяснил: «Я подумал, что в финале зритель заслужил право поближе взглянуть на монстра и узнать его так же, как он узнаёт героев „Настоящего детектива“. Монстры и герои существуют только среди людей. Проблема с Эрролом была в том, как показать всю историю, личную мифологию и методологию в ограниченный промежуток времени, который у нас был. Так как это финальный эпизод, я решил добавить ещё одну точку зрения, тёмное зеркало наших персонажей, тень, которую они преследовали на протяжении 17 лет, не зная, кто это, историческую жертву плохих людей, убивавших женщин и детей».
Также Пиццолатто отметил: «Харт говорит, что не существует абсолютной справедливости — это понимаем мы все, действительно виновные избегают наказания».
У режиссёра Кэри Фукунаги спросили, был ли скелет в лабиринте «Жёлтым королём». Он ответил, что это на этот вопрос нет чёткого ответа: «Мы просто добавляли дополнительные пласты к тому, что стояло за этими убийствами. Жёлтый король, каркоза, вся эта мифология не были в центре финального эпизода, это были просто дополнительные сюжетные слои».
Рассматривались несколько вариантов концовки. В одном из них Раст и Марти таинственным образом исчезали, оставив Гилбо и Папанию ни с чем; в другом всё сводилось к сверхъестественному объяснению событий. Пиццолатто отверг эти идеи, посчитав их «банальными» и отрицающими «реалистичные вопросы, которые всё время задавал сериал». Он заметил, что уход к сверхъестественным объяснениям или убийство главных героев в концовке являются дешёвыми приёмами для получения «эмоциональной реакции зрителя» и это бы испортило всю историю.

### Съёмки

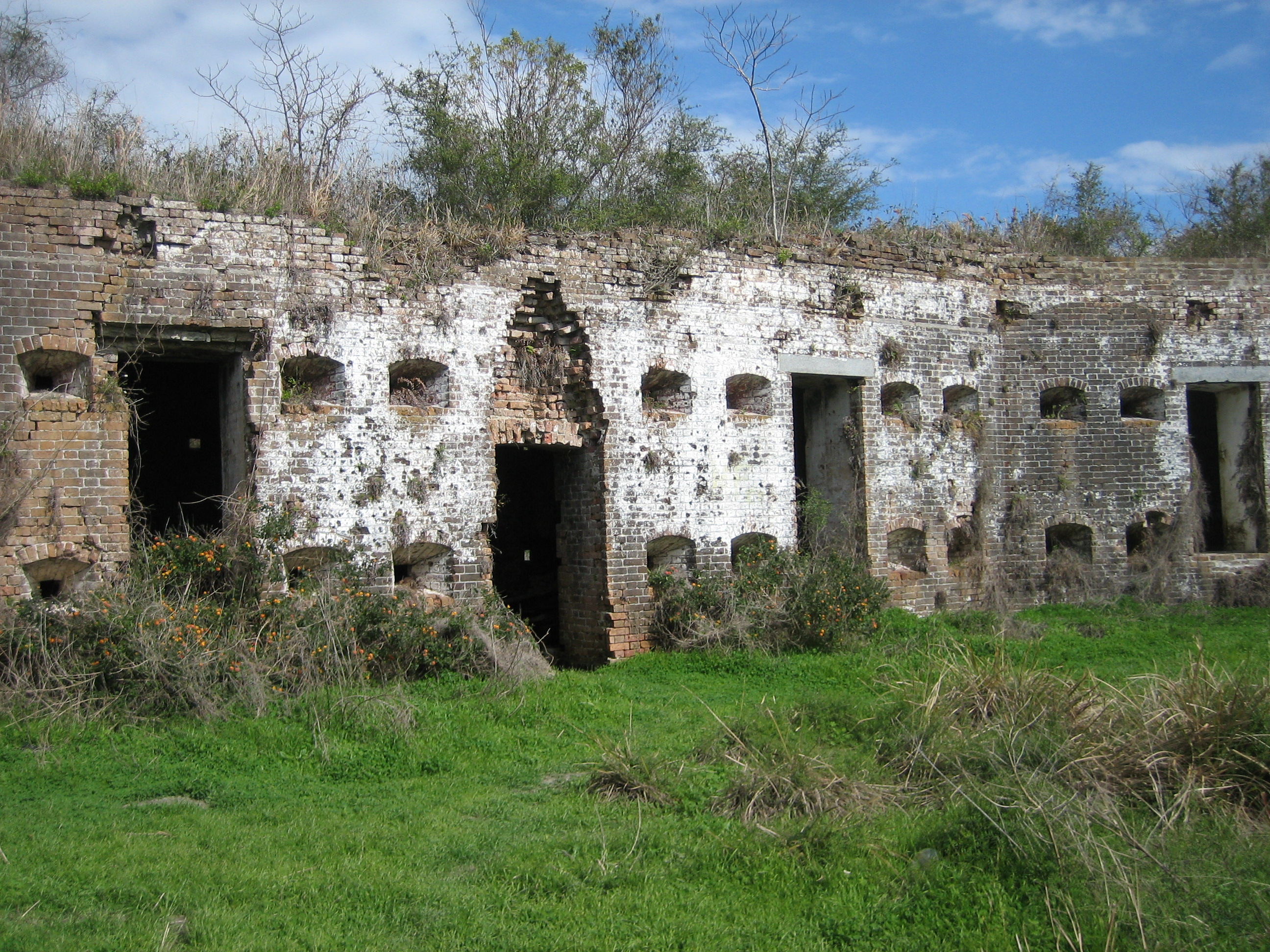
Сцены в лабиринте были сняты в форте Маком, кирпичном форте XIX века в Луизиане

Съёмки лабиринта прошли в форте Маком, кирпичном форте XIX века, расположенном в окрестностях Нового Орлеана. По изначальному сценарию эпизод с погоней Раста за Эрролом должен был сниматься на тростниковом поле, где был спрятан алтарь, однако на месте съёмок тростник был высотой лишь по колено. Другой идеей были съёмки погони в болотах кипарисового леса, но это также оказалось нереалистичным из-за логистических проблем (на болотах нет твёрдого грунта, пришлось бы строить пешеходные дорожки, дорожки для техники и так далее).
Фукунага предложил снимать сцену в форте Маком. Он вспомнил, что форт был заброшенным и заросшим травой, в нём было много змей, но во внутренних помещениях «было довольно круто и действительно жутковато, там была некая таинственная энергетика». Внутри форта возвели баррикады и декорации из веток, а вокруг самого форта пришлось создать «мини-лес», так как реальный форт Маком окружён автомобильными парковками. В одном из внутренних помещений форта соорудили «алтарную» комнату: «каменный» алтарь соорудили из пенополистирола, покрытого твёрдым полимером, окружив его раковинами устриц, которые встречаются на древних курганах юга Луизианы. Скульптура скелета позади алтаря, которого команда декораторов называла «Жёлтым королем», была собрана из нескольких черепов животных и множества веток и коряг. На черепе, расположенном в центре, жёлтыми красками была нарисована спираль.

## Восприятие

### Рейтинги
Эпизод посмотрело 3,52 млн зрителей, рейтинг у аудитории от 18 до 49 лет по шкале Нильсена составил 1,6. Это означает, что 1,6 % всех домохозяйств США посмотрело эпизод. Показатели выросли на 50 % по сравнению с седьмым эпизодом, который посмотрели 2,34 млн человек (рейтинг Нильсена 1,0 в группе 18—49 лет).
В день показа эпизода стриминговый сервис HBO Go длительное время был недоступен из-за высокой нагрузки. Компания HBO объяснила это «чрезвычайно высоким спросом» со стороны зрителей, желающих посмотреть финал сезона.

### Оценки критиков

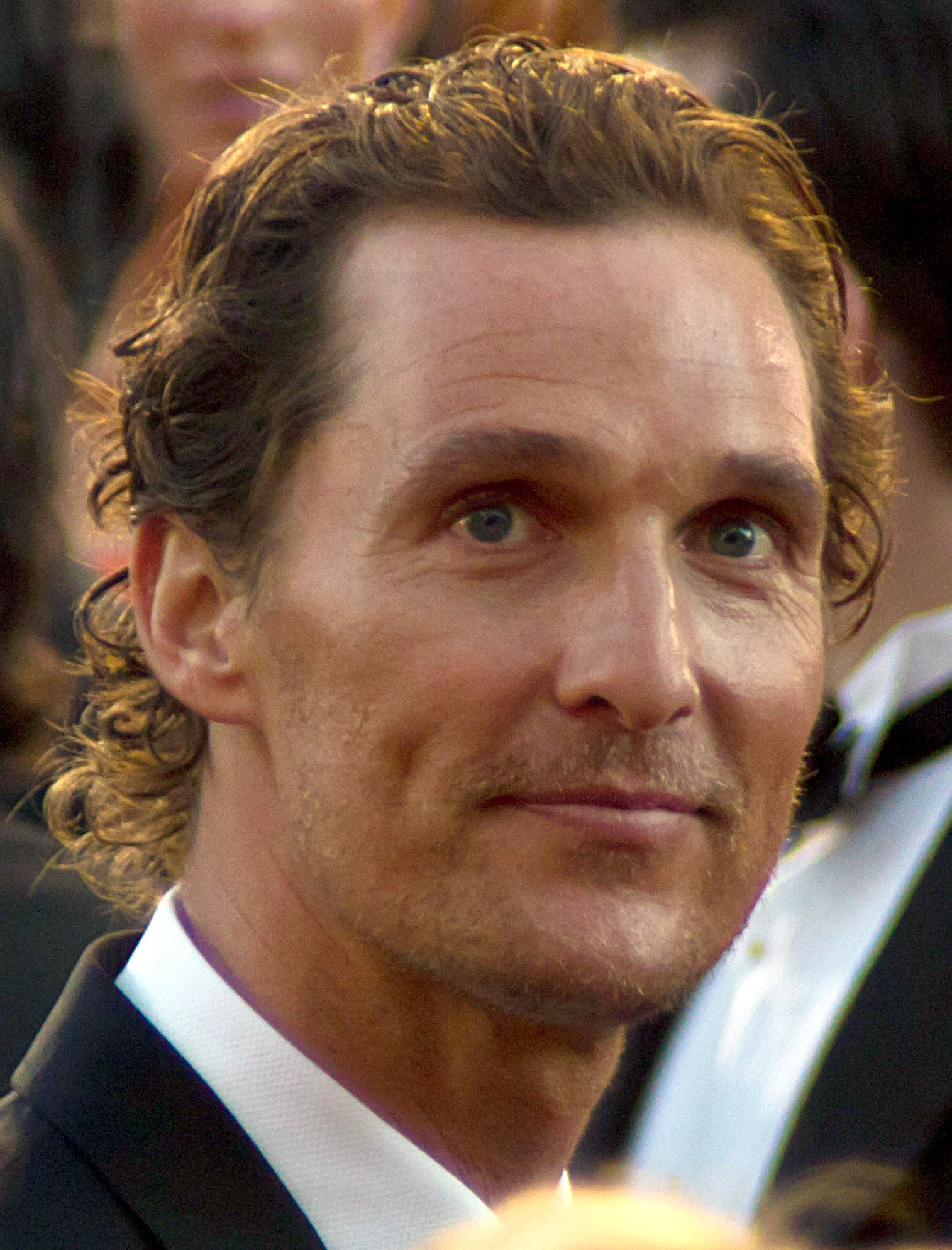
Мэттью Макконахи был номинирован на лучшую мужскую роль в драматическом телесериале на 66-й церемонии «Эмми» за свою роль в эпизоде

Эпизод получил всеобщее признание со стороны критиков. Джим Вейвода из IGN назвал его «шедевром» и «жутким, захватывающим и эмоциональным финалом одной из лучших криминальных драм в истории телевидения».
Эрик Адамс из The A.V. Club поставил эпизоду оценку «A−» и заметил, что в целом мрачный и нигилистский сезон завершился на оптимистичной ноте. Бритт Хейз из Screen Crush назвала эпизод достойным завершением сезона, в котором есть всё, «от жутких сцен до старых добрых „расткоулизмов“  и даже жареного детективного броманса».
Алан Сепинуолл из HitFix заметил, что, несмотря на до боли знакомый сюжет о детективах и серийных убийцах, благодаря высокому качеству исполнения сезон кажется чем-то «новым, захватывающим, трогательным и запоминающимся», а развязка в финальном эпизоде принесла ему «огромное удовлетворение». Алан Юхас из The Guardian написал: «Хотя сериал отличный, финалу чего-то не хватило». Он остался недоволен тем, что не получил ответы на некоторые вопросы, хотя признал, что в финале «трудно распутать все нити», накопившиеся за предыдущие семь эпизодов. Также его «не убедили» слёзы Марти и Раста в больнице («мы должны поверить, что плач является развитием характеров Марти и Раста только потому, что они не плакали 17 лет?»), «чудесное озарение» Марти по поводу зелёной краски, нахождение «логова зверя» по налоговым декларациям («все эти годы работы в полиции свелись к покраске, беседе с пожилой женщиной и налогам… Расту не нужен был склад для этого»). Он назвал эпизод «наспех нарисованным эскизом», который должен был завершить «тщательно проработанную загадку». Бен Траверс из IndieWire поставил эпизоду оценку «A» и написал, что финальный эпизод «невероятным образом перевернул перспективу менее чем за час. Два детектива предпочли видеть свет вместо тьмы, и правду прежде лжи».
Джеймс Понивозик из Time написал: «Подобно тому, как Марти и Раст разгадали часть (но только часть) тайны, „Настоящий детектив“  сделал то, что смог, и не сделал того, чего не смог, но в целом? Свет затмил тьму». Брайан Лори из Variety назвал сезон «ошеломляющим успехом» и отметил, что если сериалы о полицейских стали телевизионным ответом на McDonald’s, то «Настоящий детектив» является эквивалентом мишленовского ресторана LudoBites. Он также признал, что кто-то может посчитать финал сезона «разочаровывающим», так как Пиццолатто и Фукунага «до этого приготовили такую сочную смесь из чудаковатости и оригинальности, что в сравнении с ней любой концовке суждено показаться слегка бледной».
Кенни Херцог из Vulture поставил эпизоду 5 баллов из 5, сравнив погоню Раста за Эрролом в болотах Луизианы с путешествием Бенджамина Уилларда по камбоджийской реке в поисках полковника Курца в фильме «Апокалипсис сегодня». Также он отметил юмор эпизода (от средних пальцев, которые Марти и Раст показывают друг другу до эксцентричных диалогов «болотных людей» Эррола и Бетти) и назвал финал «тревожным и впечатляющим». Тони Сокол из Den of Geek также оценил эпизод в 5 баллов из 5 возможных и отметил, что финальный эпизод нарушил «основное правило шоу-бизнеса»: заставить зрителей хотеть продолжения: «Конечно, я бы с удовольствием смотрел это шоу каждую неделю до конца моей жизни, но концовка меня удовлетворила… „Настоящий детектив“ угодил мне и как напряжённый триллер о сверхъестественном, и как фильм о монстре, и как достойный представитель жанра сатанинских детективов. И это был хороший полицейский сериал».
Крис О’Хара из TV Fanatic оценил эпизод в 5 баллов из 5, назвав его «достойным завершением одного из лучших сезонов телевизионных сериалов за многие годы» и понадеялся, что когда-нибудь Раст и Марти вновь вернутся на телеэкраны. Шейн Райан из Paste поставил эпизоду 10 баллов из 10 возможных, назвав сцену погони за Эрролом «кульминацией невыносимого напряжения». Он признался, что считает «Настоящий детектив» (первый сезон) лучшим телевизионным сериалом в истории. Также он написал: «С этого момента, когда мы будем говорить о „Настоящем детективе“, мы будем говорить в прошедшем времени. Осознание этого факта печально. Но феномен его существования не может ограничиться двумя месяцами его выхода по воскресеньям. Связь, которую он создал, постоянна, а вопросы, столь замечательно заданные в нём, найдут отклик в будущем».

### Награды и номинации
Мэттью Макконахи был номинирован на премию «Лучшая мужская роль в драматическом телесериале» на 66-й церемонии «Эмми» в 2014 году за исполнение роли Раста Коула в этом эпизоде. Награду в итоге получил Брайан Крэнстон за исполнение роли Уолтера Уайта в эпизоде «Озимандия» телесериала «Во все тяжкие».

## Комментарии
1. ↑  Это отрывок цитаты из Книги Бытия: «Земля же была безвидна и пуста, и тьма над бездною», в английском варианте — «And the earth was without form and void; and darkness was upon the face of the deep».
2. ↑  Этот момент показан в третьем эпизоде «Замкнутая комната».